# Diofebo I Lupi

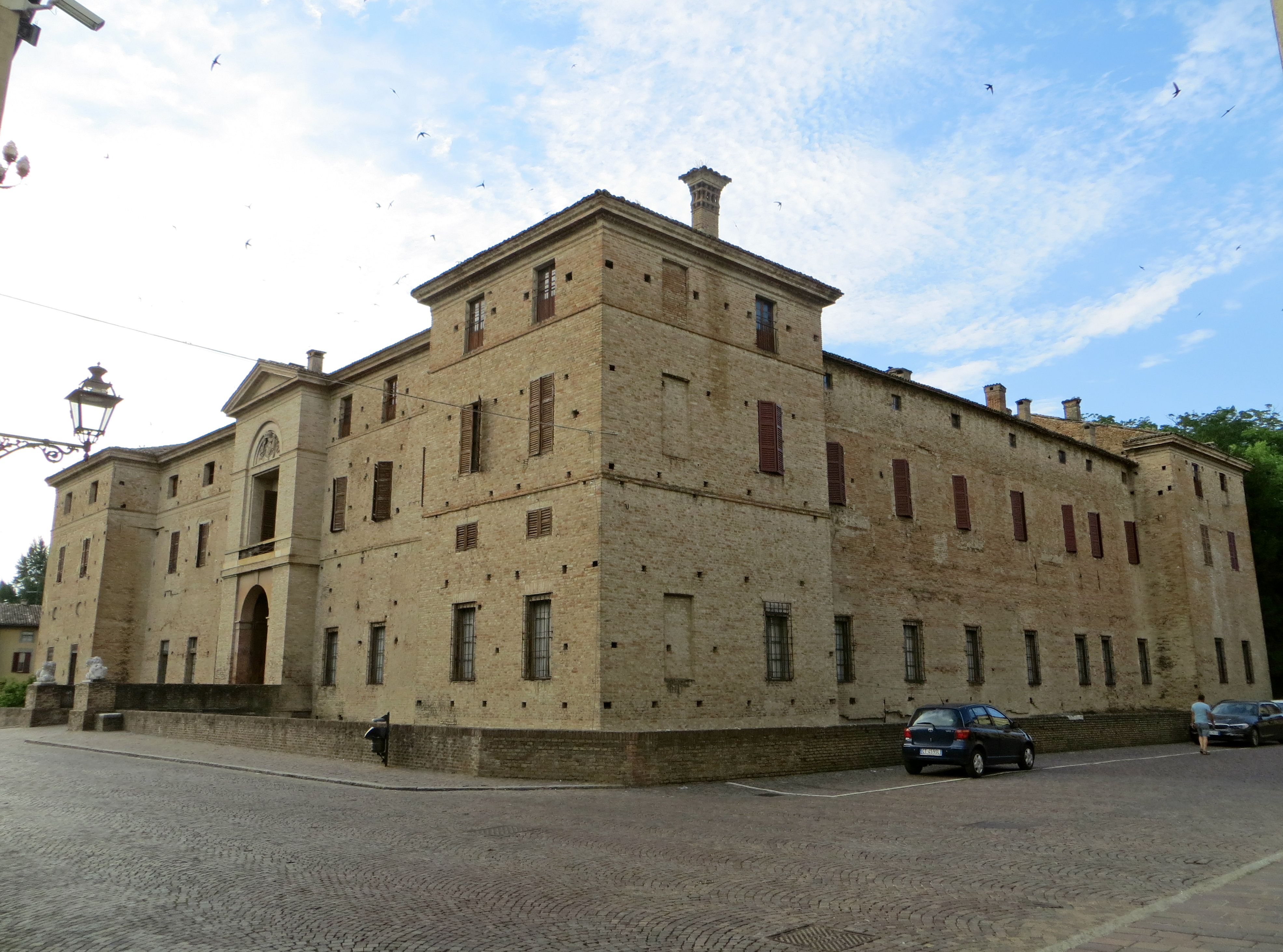
Rocca Meli Lupi di Soragna

Diofebo I Lupi (Soragna, 1434 circa – Soragna, 4 marzo 1514) è stato un nobile italiano e Marchese di Soragna.

## Biografia
Era figlio primogenito di Bonifacio II Lupi, marchese di Soragna, e di Costanza degli Uberti.
Nel 1500 si schierò dalla parte di Ludovico il Moro al suo ritorno a Milano. I due fratelli di Diofebo, Lionello e Galeotto, essendosi ritenuti esclusi dall'eredità del padre, presero le armi contro di lui, con l'appoggio dei Sanvitale e dei Da Correggio. Il duca di Milano confermò con una lettera Diofebo come marchese di Soragna e i fratelli ribelli lasciarono Soragna con un appannaggio di mille ducati l'anno per ciascuno.
Sposò in prime nozze nel 1489 Caterina Pallavicino di Zibello, figlia di Gianfrancesco e di Rosanna del Maino, e nel 1498 Caterina Castiglioni (?-1513) di Garlasco, ma non ebbero prole. Adottò pertanto come erede Giampaolo I Meli, figlio di Ippolita Ponzoni e di Giambattista Meli, nipote di Caterina (sua sorella) e di Giovanni Meli. Diofebo nel suo testamento del 24 ottobre 1513 donò a Giampaolo il castello di Soragna e tutte le sue sostanze.
Morì il 5 marzo 1514 e venne sepolto nella Chiesa dell'Annunciazione di Maria Vergine a Soragna. Giambattista Meli divenne reggente per il piccolo Giampaolo I di sei anni, che, il 10 aprile 1530, ottenne dall'imperatore Carlo V la dignità di nobile del Sacro Romano Impero, la conferma dell'investitura marchionale, il diritto di chiamarsi Meli Lupi, dandosi così origine alla famiglia Meli Lupi, e la concessione di esibire l'aquila imperiale nera bicipite, con coda e ali spiegate, nel nuovo stemma inquartato delle due famiglie.